# Ophiomyia mendica
Ophiomyia mendica är en tvåvingeart som beskrevs av Martinez 1992. Ophiomyia mendica ingår i släktet Ophiomyia och familjen minerarflugor.
Artens utbredningsområde är Guadeloupe. Inga underarter finns listade i Catalogue of Life.